# U-Bahnhof Ochiai
Der U-Bahnhof Ochiai (jap. 落合駅, Ochiai-eki) gehört zur Tōkyō Metro und liegt im Stadtteil Kami-Ochiai von Shinjuku. Der U-Bahnhof ist angebunden an die Tōzai-Linie und besitzt die Nummer T-02. Er wurde am 16. Mai 1966 eröffnet.

## Bahnsteige
| 1 | Tōzai-Linie | Ōtemachi • Tōyōchō • Nishi-Funabashi • Tsudanuma • Tōyō-Katsudadai |
| 2 | Tōzai-Linie | Nakano • Mitaka                                                    |

## Linien
- Tōzai-Linie

## Nutzung
Die Tōzai-Linie der Tōkyō Metrow wurde im Jahr 2014 am Bahnhof von durchschnittlich 24.261 Fahrgästen am Tag benutzt.